# Rybníček (okres Havlíčkův Brod)
Rybníček (německy Ribnitschek) je obec v okrese Havlíčkův Brod v Kraji Vysočina. Žije zde 76 obyvatel. Na jihovýchodním okraji obce pramení Babský potok, který je levostranným přítokem říčky Hostačovky.

## Historie
První písemná zmínka o obci pochází z roku 1552.
Název obce pochází z pověsti o Vojtěchu Pilátovi, který se měl v první polovině 16. století usadit na místě dnešní obce. Protože neměl prostředky k životu, vypůjčil si peníze od majitele haberského hostince, který byl znám tím že od dlužníků získával zastavené majetky. Ten k půjčce svolil poté co se měl dozvědět, že Pilát má na pozemku také rybník, o kterém si myslel že jej od Piláta při nesplacení dluhu snadno získá a tím si zajistí zdroj ryb do svého hostince. Když bylo po splatnosti dluhu, zjistil na místě majitel hostince, že se zde nachází jen malý rákosem zarostlý rybníček, nejmenší z 18 rybníčků v okolí. Jak postupně místo osidlovali další osadníci začalo se mu říkat Rybníček.

## Demografický vývoj
| Rok            | 1869 | 1880 | 1890 | 1900 | 1910 | 1921 | 1930 | 1950 | 1961 | 1970 | 1980 | 1991 | 2001 |
| Počet obyvatel | 233  | 238  | 185  | 168  | 193  | 212  | 193  | 126  | 109  | 109  | 114  | 73   | 68   |

## Galerie

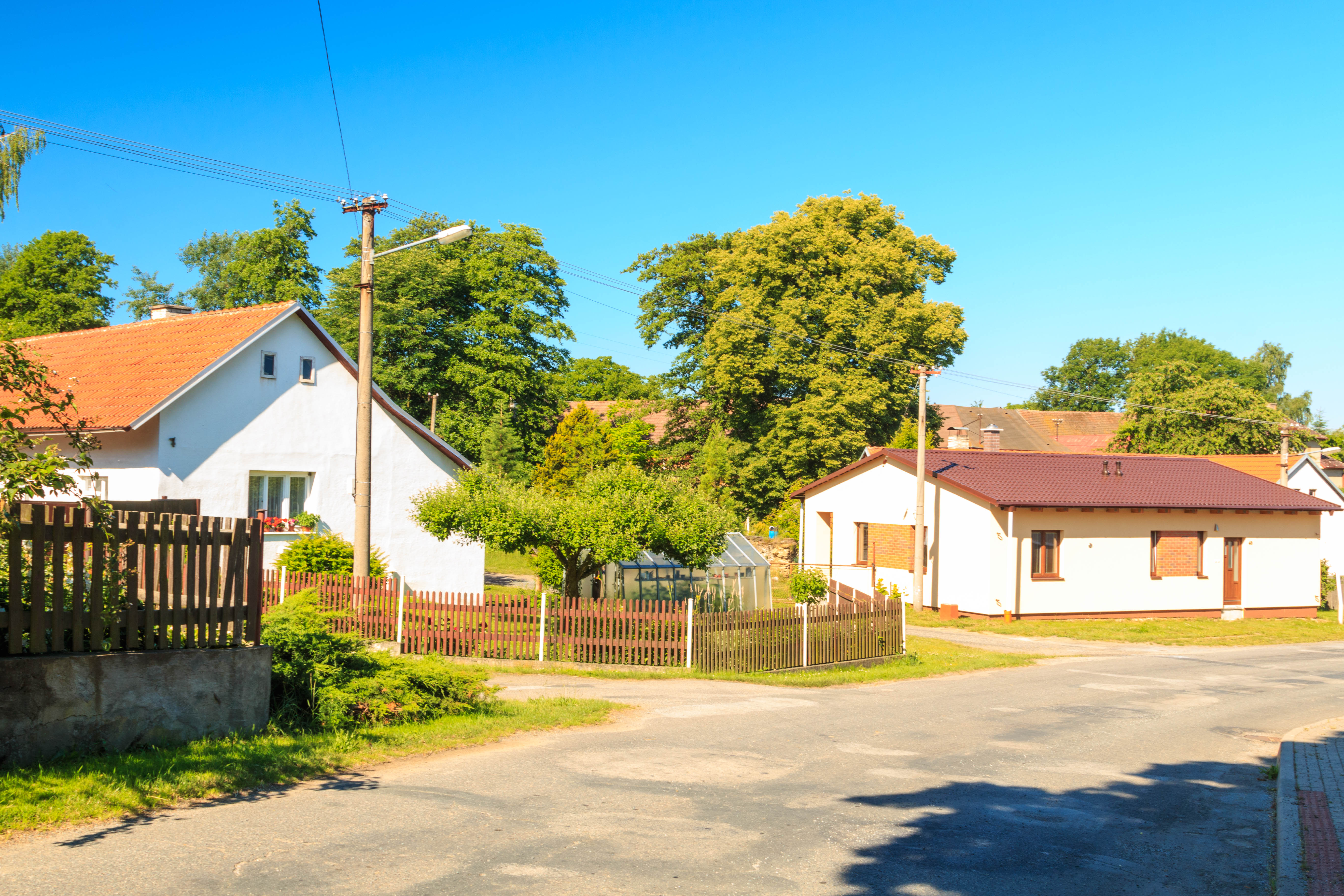
Čp. 7
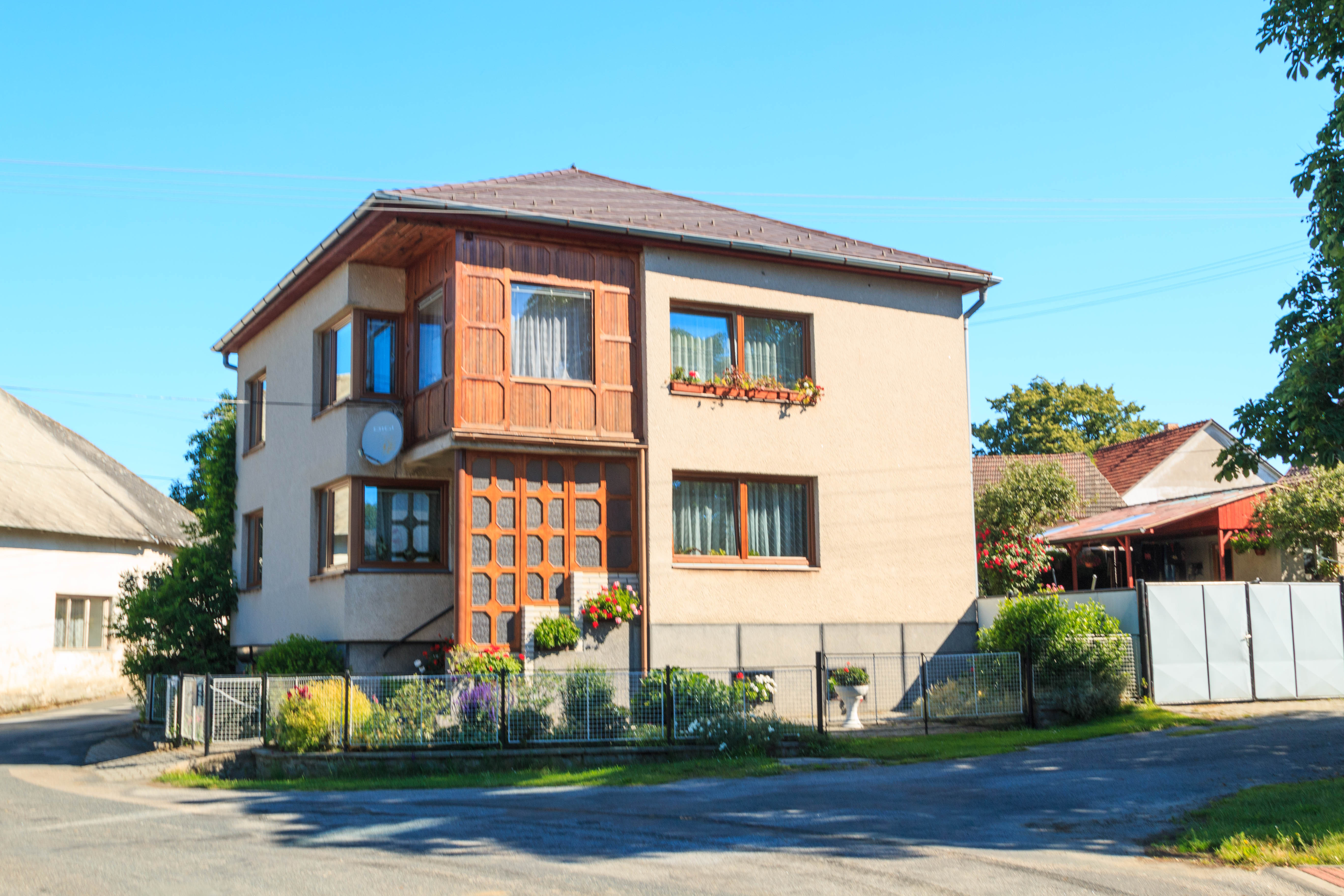
Čp. 39
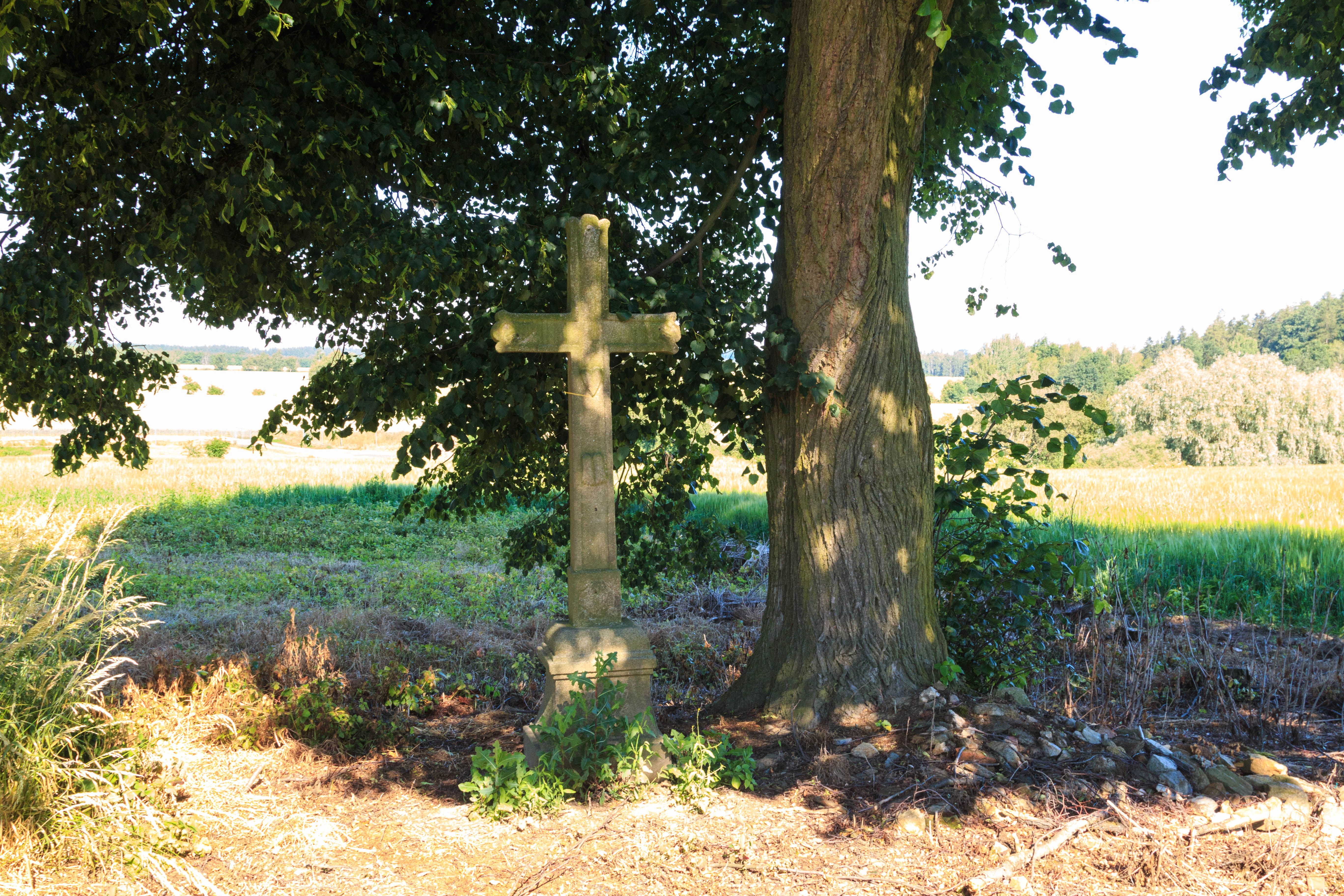
Křížek
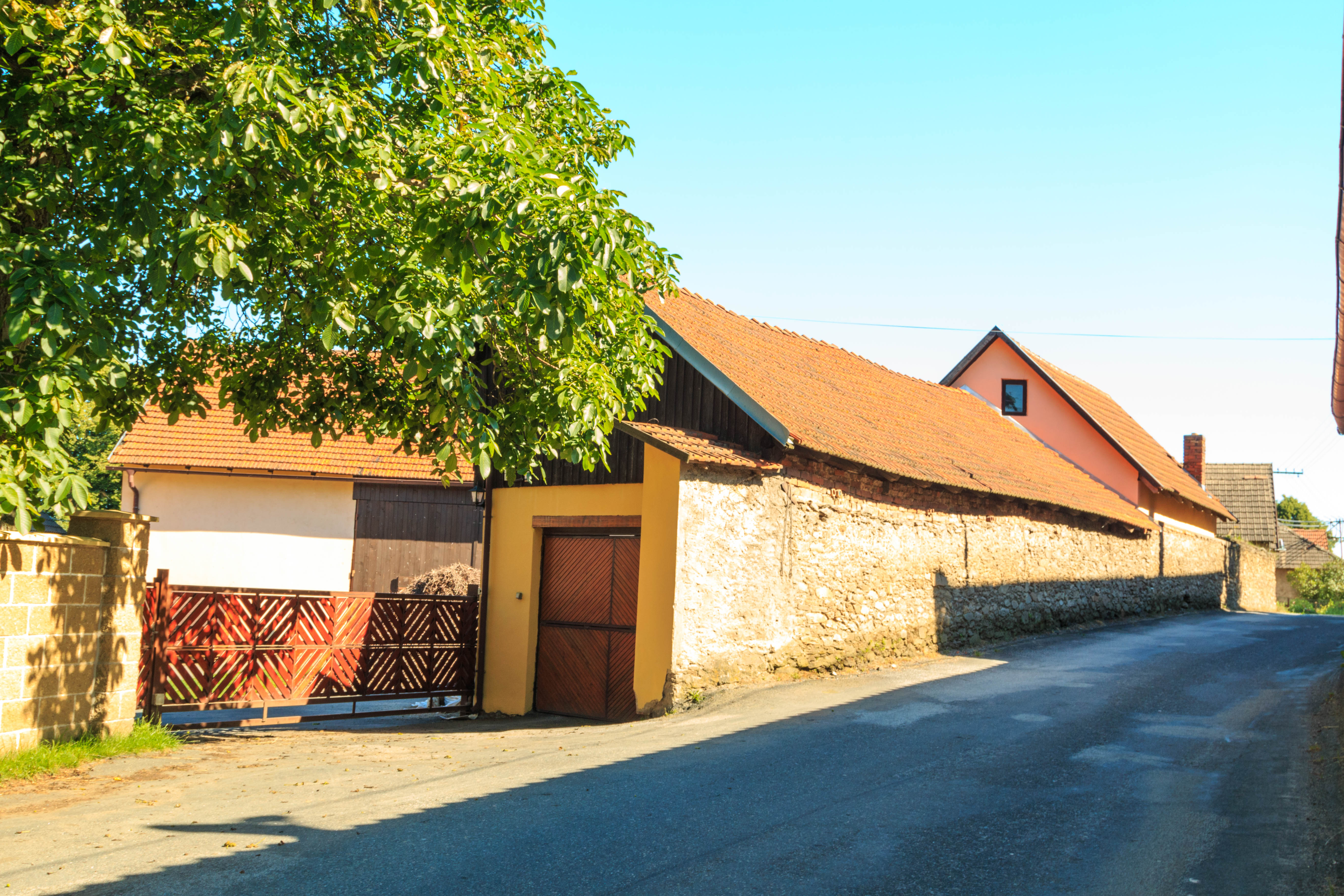
Čp. 1